# دهستان چغاخور
چغاخور دهستانی در کنار تالاب بین‌المللی چغاخور به مرکزیت روستای اورگان از توابع بخش بلداجی، شهرستان بروجن در استان چهارمحال و بختیاری است. مردم این دهستان از طایفه زراسوند دورکی هستند و به گویش لری بختیاری صحبت می‌کنند.
نجف‌قُلی‌خان بختیاری زادهٔ چغاخور است.

## جمعیت
بر اساس سرشماری سال ۱۳۸۵ جمعیت آن ۸٬۱۱۹ نفر (۱٬۷۴۳ خانوار) بوده است.